# David Bower
David Bower (Wrexham, 1969) é um actor britânico surdo, nascido no País de Gales, e que ficou conhecido por seu papel como David, o irmão mais novo de Charles (Hugh Grant), na comédia Quatro casamentos e um funeral, em 1994.